# Jubail
Jubail (tiếng Ả Rập: الجبيل, Al Jubayl) là một thành phố thuộc vùng Đông của Ả Rập Xê Út. Thành phố nằm bên vịnh Ba Tư , có đô thị công nghiệp lớn nhất tại Trung Đông. Jubail có công ty hoá dầu lớn nhất Trung Đông và lớn thứ tư thế giới. Thành phố sản xuất ra một lượng lớn điện năng và nước ngọt. Jubail có khu thành cổ Al Jubail (Jubail Balad), vốn là một làng chài nhỏ cho đến năm 1975, và một khu công nghiệp mới. Thành phố công nghiệp Jubail là dự án kỹ thuật xây dựng dân dụng lớn nhất thế giới. Theo điều tra nhân khẩu vào năm 2005, thành phố công nghiệp Jubail ước tính có 224.430 cư dân.

## Lịch sử

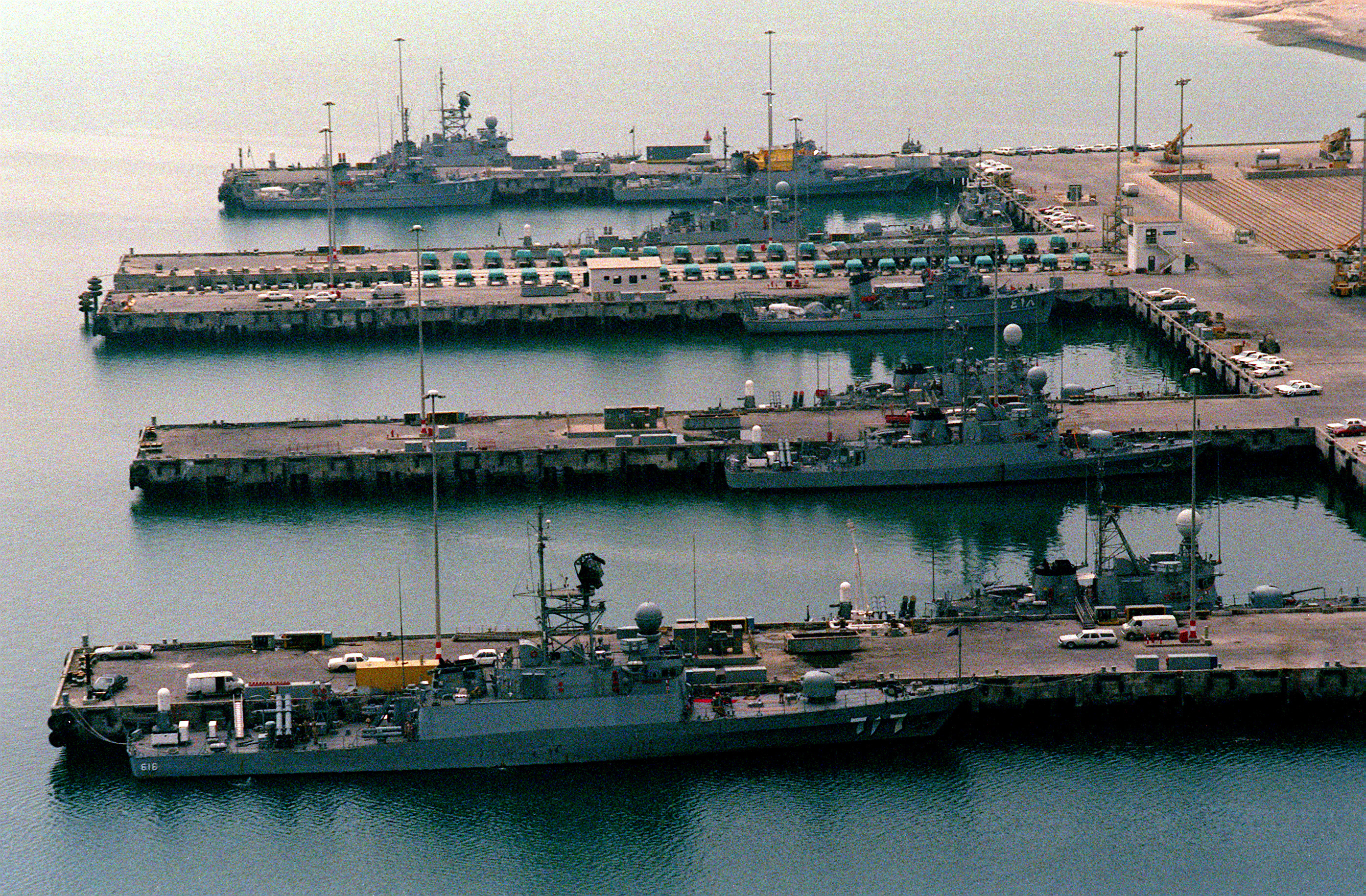
Căn cứ hải quân Quốc vương Abdul-Aziz

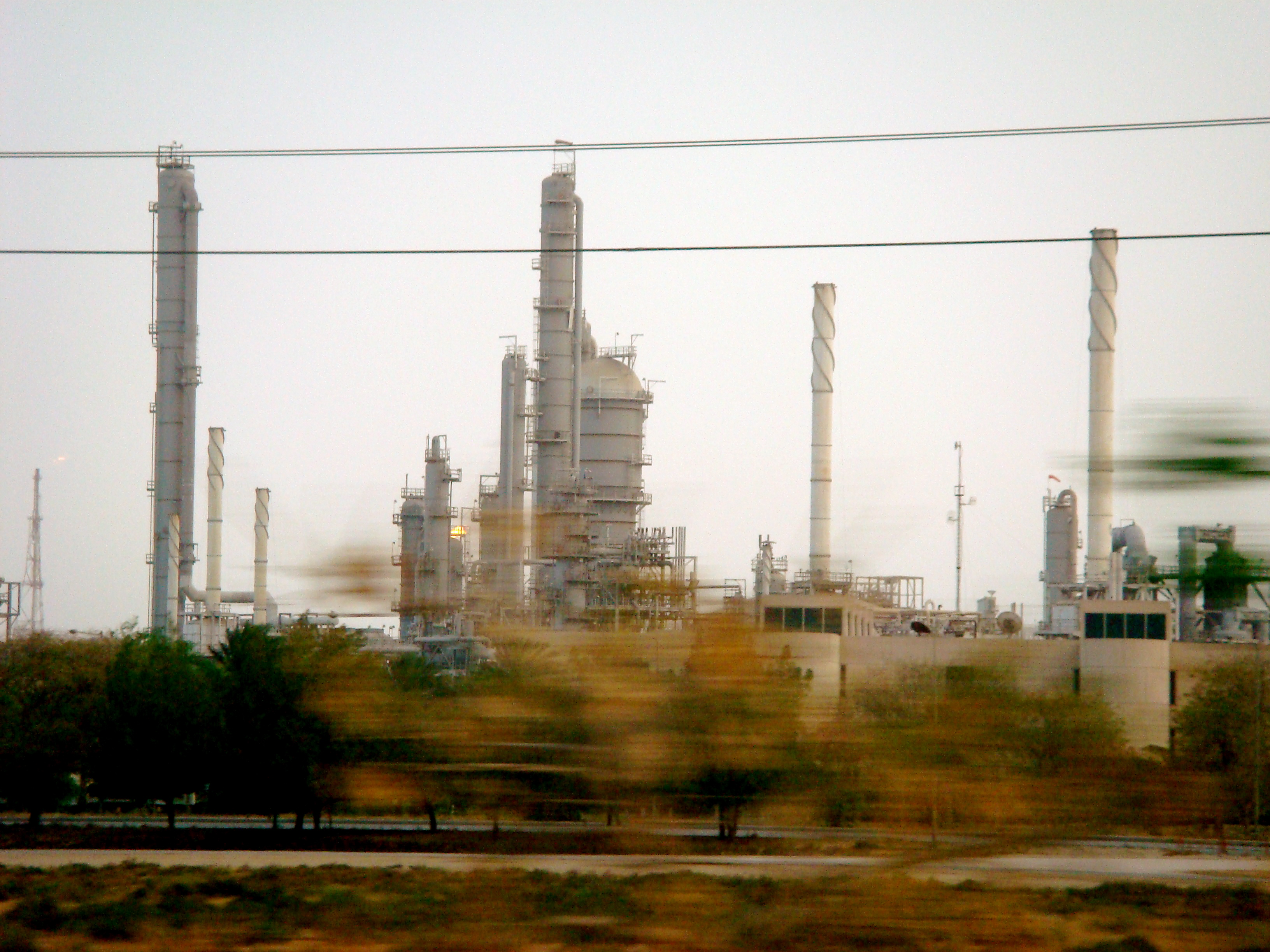
Nhà máy tại Jubail

Thị trấn Al-Jubail nằm bên bờ vịnh Ba Tư, có nguồn gốc từ thời cổ đại. Con người cư trú tại đây ít nhất là từ 7.000 năm trước, khi cư dân thuộc nền văn minh Dilmun tại vịnh Ba Tư thiết lập một khu định cư tại địa phương.
Al Jubail do thị tộc Al-Buainain thành lập giữa các thế kỷ XVIII và XIX.
Trong tháng 9 năm 1933, Jubail có được tiếng tăm do là nơi đổ bộ của đội địa chất học đầu tiên nhằm thăm dò dầu mỏ tại Ả Rập Xê Út.
Vào năm 1975, chính phủ Ả Rập Xê Út xác định Jubail là địa điểm xây dựng một thành phố công nghiệp mới, nó được mở rộng nhanh chóng và diễn ra công nghiệp hoá. Các khu vực công nghiệp và nhà ở mới được đặt tên là Madīnat al Jubayl aṣ Ṣinā`īyah (thành phố công nghiệp Jubail).
Công ty Bechtel bắt đầu công việc tại dự án thành phố công nghiệp Jubail trong hơn 30 năm cho đến nay. Bechtel điều hành dự án Jubail từ khi nó bắt đầu vào giữa thập niên 1970, và đến năm 2004 Ủy ban Hoàng gia về Jubail và Yanbu yêu cầu công ty điều hành Jubail II, một phần mở rộng trị giá 3,8 tỉ USD các khu công nghiệp và nhà ở của thành phố.

## Khí hậu
| Dữ liệu khí hậu của Jubail                    | Dữ liệu khí hậu của Jubail | Dữ liệu khí hậu của Jubail | Dữ liệu khí hậu của Jubail | Dữ liệu khí hậu của Jubail | Dữ liệu khí hậu của Jubail | Dữ liệu khí hậu của Jubail | Dữ liệu khí hậu của Jubail | Dữ liệu khí hậu của Jubail | Dữ liệu khí hậu của Jubail | Dữ liệu khí hậu của Jubail | Dữ liệu khí hậu của Jubail | Dữ liệu khí hậu của Jubail | Dữ liệu khí hậu của Jubail |
| Tháng                                         | 1                          | 2                          | 3                          | 4                          | 5                          | 6                          | 7                          | 8                          | 9                          | 10                         | 11                         | 12                         | Năm                        |
| --------------------------------------------- | -------------------------- | -------------------------- | -------------------------- | -------------------------- | -------------------------- | -------------------------- | -------------------------- | -------------------------- | -------------------------- | -------------------------- | -------------------------- | -------------------------- | -------------------------- |
| Trung bình ngày tối đa °C (°F)                | 23.0 (73.4)                | 26.0 (78.8)                | 32.0 (89.6)                | 34.0 (93.2)                | 39.0 (102.2)               | 44.0 (111.2)               | 45.0 (113.0)               | 44.0 (111.2)               | 43.0 (109.4)               | 36.0 (96.8)                | 27.0 (80.6)                | 24.0 (75.2)                | 34.8 (94.6)                |
| Tối thiểu trung bình ngày °C (°F)             | 9.0 (48.2)                 | 13.0 (55.4)                | 17.0 (62.6)                | 22.0 (71.6)                | 25.0 (77.0)                | 30.0 (86.0)                | 31.0 (87.8)                | 30.0 (86.0)                | 27.0 (80.6)                | 24.0 (75.2)                | 19.0 (66.2)                | 14.0 (57.2)                | 21.8 (71.2)                |
| Nguồn: Wunderground King Fahad Airport (2018) |                            |                            |                            |                            |                            |                            |                            |                            |                            |                            |                            |                            |                            |

## Giao thông
Jubail được nối thẳng đến các thành phố khác qua hai tuyến cao tốc chính là Đường cao tốc Dhahran-Jubail và Đường cao tốc Abu Hadriyah. Dự án đường cao tốc Jubail-Qassim (Buraidah) dài 500 km sẽ giảm khoảng cách giữa Jubail và Qassim (Buraidah) so với 831 km hiện nay.
Một nhánh của dự án tuyến đường sắt Saudi Landbridge được đề xuất nối Jubail đến Dammam.
Jubail có hai cảng biển: Cảng biển thương mại Jubail và Cảng biển công nghiệp Quốc vương Fahd. Tính đến năm 2011, Jubail xếp hạng 92 thế giới về tổng lượng hàng hoá.
Sân bay Jubail nằm cách 25 km về phía tây của thành phố Jubail, gần khu vực công nghiệp. Sân bay được xây dựng trong dự án Jubail, được sử dụng cho hàng không thương mại cho đến khi chuyển sang Sân bay Quốc tế Quốc vương Fahd gần đó. Sân bay do đó được chuyển giao cho Bộ Quốc phòng và được sử dụng làm căn cứ cho lực lượng hàng không của Hải quân Ả Rập Xê Út. Ga của sân bay Dammam nằm cách khoảng 60 km đi xe từ ngoại ô Jubail, 80 km từ trung tâm thành phố.
Tuy nhiên, sân bay Jubail gần đây được công bố sẽ mở cửa cho hoạt động hàng không tư nhân, bắt đầu từ tháng 9 năm 2014. Một kế hoạch nhằm khôi phục đường băng được tiến hành do một số hạ tầng chưa hoàn thiện vì các thay đổi trước đó nhằm chuyển đổi mục đích sử dụng sang quân sự. Ngoài ra, thành phố còn có hai đường băng khác là Sân bay Abu Ali nằm trên đảo Abu Ali và sân bay nằm tại căn cứ Hải quân Quốc vương Abdulaziz.

## Khoảng cách

### Vùng Đông
- Safwa: 56 km
- Qatif: 64 km
- Ras Tanura: 71 km
- Saihat: 76 km
- Dammam: 96 km
- Khobar: 104 km
- Abqaiq: 160 km

### Vùng khác
- Riyadh: 500 km
- Buraydah: 823 km
- Arar: 975 km
- Ha'il: 1.132 km
- Medina: 1.600 km
- Mecca: 1.500 km
- Jeddah: 1.500 km

### Vịnh Ba Tư
- Manama: 162 km
- Thành phố Kuwait: 342 km
- Doha: 496 km
- Abu Dhabi: 865 km
- Dubai: 977 km
- Baghdad: 1.019 km
- Muscat: 1.374 km

## Giáo dục
1. Viện Đại học Jubail
2. Cao đẳng Công nghiệp Jubail
3. Học viện Kỹ thuật Jubail